# باولی
شهر باولی (به روسی: Бавлы) در کشور روسیه و در جمهوری تاتارستان واقع شده‌است.